# 列什马农村居民点
列什马农村居民点（俄语：Решемское сельское поселение）是俄罗斯联邦伊万诺沃州基涅什马区所属的一个农村居民点。其下辖有53个居民点，行政中心为列什马。据2016年统计，该农村居民点的人口为3089人。